# ۵۷۰ (میلادی)
۵۷۰ (میلادی) پانصد و هفتادمین سال تقویم میلادی است.

## زادگان
- شیلدبرت دوم، پادشاه اوسترازیا و بورگوندی (م. ۵۹۵)
- محمد، پیامبر اسلام (م. ۶۳۲)
- خسرو پرویز، شاهنشاه ایران‌شهر

## درگذشتگان
‎